# Upleta
Upleta là một thành phố và khu đô thị của quận Rajkot thuộc bang Gujarat, Ấn Độ.

## Địa lý
Upleta có vị trí 21°44′B 70°17′Đ / 21,73°B 70,28°Đ Nó có độ cao trung bình là 39 mét (127 feet).

## Nhân khẩu
Theo điều tra dân số năm 2001 của Ấn Độ, Upleta có dân số 55.341 người. Phái nam chiếm 51% tổng số dân và phái nữ chiếm 49%. Upleta có tỷ lệ 71% biết đọc biết viết, cao hơn tỷ lệ trung bình toàn quốc là 59,5%: tỷ lệ cho phái nam là 76%, và tỷ lệ cho phái nữ là 65%. Tại Upleta, 11% dân số nhỏ hơn 6 tuổi.